# Ивановский поселковый совет (Ивановский район)
Ивановский поселковый совет (укр. Іванівська селищна рада) — входит в состав
Ивановского района
Херсонской области
Украины.
Административный центр поселкового совета находится в
пгт Ивановка.

## История
- 1820 — дата образования.

## Населённые пункты совета
- пгт Ивановка